# Monóxido de silicio
El monóxido de silicio es el compuesto químico con la fórmula SiO donde el silicio está presente en el estado de oxidación +2. En la fase de vapor es una molécula diatómica.  Se ha detectado en objetos estelares y ha sido descrito como el óxido de silicio más común en el universo.
Cuando el gas SiO se enfría rápidamente, se condensa para formar un material vítreo polimérico marrón/negro, (SiO) n, que está disponible comercialmente y que se usa para depositar películas de SiO. El (SiO)n vítreo es sensible al aire y a la humedad. Su superficie se oxida fácilmente en el aire a temperatura ambiente, dando una capa superficial de SiO2 que protege el material de la oxidación adicional. Sin embargo, (SiO)n se desproporciona irreversiblemente en SiO2 y Si en unas pocas horas entre 400 y 800 °C, y muy rápidamente entre 1.000 y 1.440 °C, aunque la reacción no termina.

## Formación de SiO
El primer informe preciso sobre la formación de SiO fue en 1887 por el químico Charles F. Maybery (1850-1927) en la Case School of Applied Science en Cleveland. Maybery afirmó que el SiO se formó como una sustancia amorfa de color amarillo verdoso con un brillo vítreo cuando la sílice se redujo con carbón en ausencia de metales en un horno eléctrico. La sustancia se encuentra siempre en la interfase entre el carbón y las partículas de sílice. Al investigar algunas de las propiedades químicas de la sustancia, su gravedad específica y un análisis de combustión, Maybery dedujo que la sustancia debe ser SiO. La ecuación que representa la reducción química parcial de SiO2 con C puede representarse como:
SiO
2+ C ⇌ SiO + CO
La reducción completa de SiO2 con el doble de la cantidad de carbono produce silicio elemental y dos veces la cantidad de monóxido de carbono. En 1890, el químico alemán Clemens Winkler (el descubridor del germanio) fue el primero en intentar sintetizar SiO calentando dióxido de silicio con silicio en un horno de combustión.
SiO2 + Si  ⇌ 2 SiO
Sin embargo, Winkler no fue capaz de producir el monóxido puesto que la temperatura de la mezcla era solamente alrededor 1000 °C. El experimento fue repetido en 1905 por Henry Noel Potter (1869-1942), un ingeniero de Westinghouse. Usando un horno eléctrico, Potter fue capaz de alcanzar una temperatura de 1700 °C y observar la generación de SiO. Potter también investigó las propiedades y aplicaciones de la forma sólida de SiO.
Debido a la volatilidad del SiO, la sílice se puede eliminar de minerales o minerales calentándolos con silicio para producir SiO gaseoso de esta manera. Sin embargo, debido a las dificultades asociadas con la medición exacta de su presión de vapor, y debido a la dependencia de los detalles del diseño experimental, se han descrito varios valores en la literatura para la presión de vapor de SiO (g). Para el pSiO por encima del silicio fundido en un crisol de cuarzo (SiO2) en el punto de fusión del silicio, un estudio arrojó un valor de 0,002 atm. Para la vaporización directa del sólido SiO amorfo puro, se ha informado 0,001 atm. Para un sistema de revestimiento, en el límite de fase entre SiO2 y un siliciuro, se informó 0,01 atm.
La sílice misma, o los refractarios que contienen SiO2, se pueden reducir con H2 o CO a altas temperaturas, por ejemplo:
SiO
2(s) + H
2(g) ⇌ SiO(g) + H
2O(g)
A medida que el producto de SiO se volatiliza (se elimina), el equilibrio se desplaza hacia la derecha, dando como resultado el consumo continuo de SiO2. Basándose en la dependencia de la tasa de pérdida de peso de sílice sobre el caudal de gas normal a la interfase, la velocidad de esta reducción parece ser controlada por difusión convectiva o transferencia de masa desde la superficie que reacciona.